# Себастьян (фільм, 1976)
«Себастья́н» (англ. Sebastiane) — латиномовний британський історичний фільм 1976 року режисерів Дерека Джармена та Пола Хамфресса за сценарієм Джармена, Хамфресса та Джеймса Вейлі. В основі – події життя святого Себастьяна, в тому числі його мученицька смерть від стріл. Фільм, який був орієнтований на гей-аудиторію, викликав суперечки через гомоеротизм солдатів.
Прем'єра відбулася на фестивалі в Локарно 1976 року. Через усі діалоги, які написані вульгарної латинською, «Себастьян» став першим фільмом, створеним у Великій Британії, із субтитрами англійською мовою.

## Сюжет
Капітана палацової варти Себастьяна позбавили рангу і відправили у вигнання на далеку заставу. У Себастьяна закохується капітан застави — Сєвер, який всіляко домагається від Себастьяна почуттів у відповідь, удаючись до покарань і знущань. Одного дня, так і не дочекавшись взаємності від Себастьяна, велить страчувати його. Солдати, кожен вистріливши з лука, страчують Себастьяна.

## В ролях
- Леонардо Тревільо — Себастьян
- Барні Джеймс — Сєвер
- Ніл Кеннеді — Максим
- Річард Ворік — Юстін
- Дональд Данхем — Клавдій
- Девид Фінбар — Юліан
- Кен Гікс — Адріан
- Ліндсі Кемп — танцюрист
- Стеффано Массарі — Марій
- Януш Романов — Антоній
- Джеральд Інкандела — юнак-леопард
- Роберт Медлі — імператор Діоклетіан

Гостей імператора зіграли такі знаменитості, як Пітер Гінвуд, Джордан, Шарлота Барнс, Нелл Кемпбелл, Ніколас де Йонг, Дуггі Філдс, Крістофера Гоббс, Ендрю Логан, Патриція Куїнн і Джоні Росса.

## Виробництво
Хореографія у пролозі поставлена та виконана Ліндсі Кемпом і його трупою під музику Ендрю Вілсона. Автором саундтреку до іншої частини фільму є Брайан Іно.
Маргарет Уолтерс, авторка книги «Оголений чоловік», прокоментувала, що «Себастьян», «де оголені чоловіки в різних стадіях екстазу позитивно засмічували екран», був «успішно націлений на дуже спеціалізовану гомосексуальну аудиторію».
Фільм було випущено на DVD у Великобританії та США. Диск Blu-ray вийшов у США 7 серпня 2012 року.